# Délit civil
Ne doit pas être confondu avec Délit pénal ou Quasi-délit.
En droit civil, un délit est un fait volontaire, licite ou non, qui cause un dommage : c'est l'exemple-type d'un fait générateur. Le délit est susceptible d'engager la responsabilité civile de son auteur, qui devra verser des dommages-intérêts pour réparer ce dommage.

## En droit français
Dans le code civil des Français de 1804, le délit est en principe une faute ; cependant le droit de la responsabilité civile a vu depuis se développer un certain nombre de régimes de responsabilité sans faute, dans lesquels le délit n'a plus à être fautif pour engager la responsabilité de son auteur.
Le délit civil se distingue du quasi-délit, qui est un acte involontaire. Dans le code civil des Français de 1804, le régime applicable aux délits et aux quasi-délits est assimilé à l'article 1241 : « Chacun est responsable du dommage qu'il a causé non seulement par son fait [délit], mais encore par sa négligence ou par son imprudence [quasi-délit]. »

## En droit québécois
La notion de « délit civil » était utilisée dans le Code civil du Bas-Canada, notamment aux articles 1053 à 1056 CCBC, mais le législateur québécois a choisi de mettre de côté ce concept lorsqu'il a recodifié le droit civil dans le Code civil du Québec.

## Notion comparable de common law
Le terme « délit civil » est communément employé au Nouveau-Brunswick et dans les régions de langue française de l'Ontario pour traduire le terme anglais « tort », lequel réfère à la responsabilité délictuelle en common law.
La loi distingue entre les délits civils intentionnels , le délit civil de négligence et certains autres délits.